# Commercial Cable Company
La Commercial Cable Company était une société de télégraphie fondée en 1884 aux États-Unis pour faire échec au monopole, exercé via un cartel international, de la Western Union Telegraph Company, du magnat des affaires Jay Gould, qui possède par ailleurs depuis 1880 un réseau de voies ferrées s’étendant sur près de 16 000 kilomètres.

## Histoire
Les deux fondateurs de la Commercial Cable Company étaient des hommes d'affaires confirmés chacun dans leur domaine, l'éditeur de presse James Gordon Bennett senior, qui est alors âgé de 89 ans, et l'industriel minier John William Mackay, qui a fait fortune en découvrant en 1873 le Big Bonanza, le plus riche gisement d'argent du Comstock Lode à Virginia City. 
Dès sa création, la Commercial Cable Company commence par déployer deux câbles transatlantiques pour le télégraphe, en 1884, dont l'un entre Canso, en Nouvelle-Écosse et l'Irlande, pour 7 millions de dollars. Basée au 21, Wall Street, elle débute ses liaisons à Noël, au tarif de 40 cents le mot, qui lui permettra de réaliser un chiffre d'affaires annuel d'un million de dollars. Le cartel du télégraphe de Jay Gould, dont les bénéfices et les cours de bourse chutent, doit s'aligner, il tente d'intégrer la Commercial Cable Company dans le cartel, puis décide en avril 1886 de la faire disparaître du marché. Il décide alors d'abaisser son tarif à seulement 12 cents le mot, pour l'asphyxier, mais la Commercial Cable Company ne suit pas cette guerre des prix, même si elle abaisse le sien à 25 cents.
Les journaux de James Gordon Bennett senior, en particulier le New York Herald, font campagne contre cette guerre des prix. Dans le Times du 2 mai 1882, plusieurs industriels et banquiers affirment qu'ils resteront clients de la Commercial Cable Company, afin d'encourager la concurrence et de ne pas favoriser une guerre des prix qui se traduira, à son issue par une remontée de ceux-ci.
Dès 1900, la Commercial Cable Company a un réseau de 9 câbles, sur 9919 miles et sept opérateurs alliés.

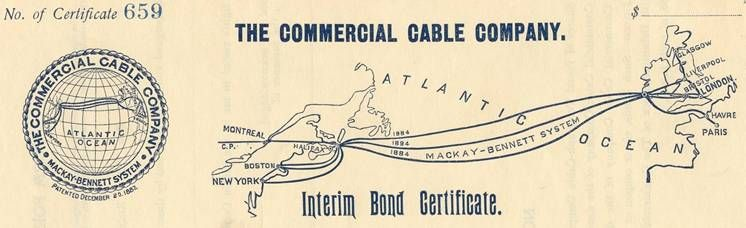
Certificat montrant les trois câbles transatlantiques en 1897.